# Xã Newlin, Quận Chester, Pennsylvania
Xã Newlin (tiếng Anh: Newlin Township) là một xã thuộc quận Chester, tiểu bang Pennsylvania, Hoa Kỳ. Năm 2010, dân số của xã này là 1.285 người.